# What We're All About
Singles de Sum 41
Handle This
(2002) Still Waiting
(2002)
What We're All About est une chanson de Sum 41 extraite de la bande originale du film Spider-Man. La chanson fut écrite en 1998 mais ne fut sortie en single en 2002.

## Clip vidéo
Le clip alterne des séquences du film et des scènes du groupe jouant au plafond (ils sont accrochés). Lors du solo, le guitariste de Slayer Kerry King arrive sur la scène et joue le solo, déconcertant Dave Baksh.